# Fred Onyedinma
Wilfred Oluwafemi Onyedinma, detto Fred (Lagos, 24 novembre 1996), è un calciatore nigeriano, attaccante del Wycombe.

## Caratteristiche tecniche
È un'ala destra.

## Carriera
Nato a Lagos, si trasferisce da piccolo con la famiglia in Inghilterra, a Plumstead. Successivamente entra a far parte del settore giovanile del Millwall, con cui debutta in prima squadra il 14 gennaio 2014 giocando l'incontro di FA Cup perso 4-1 contro il Southend Utd. Dopo 6 mesi in prestito al Wycombe, a partire dalla stagione 2015-2016 viene impiegato con continuità collezionando 115 presenze fra seconda e terza serie. Nel 2018 passa nuovamente in prestito al Wycombe per sei mesi; poco impiegato dal Millwall al suo rientro, al termine della stagione viene acquistato a titolo definitivo dai Chairboys.
Il 19 maggio 2021 viene ceduto a titolo definitivo al Luton Town.

## Statistiche
Statistiche aggiornate al 6 gennaio 2021.

### Presenze e reti nei club
| Stagione        | Squadra         | Campionato      | Campionato | Campionato | Coppe nazionali | Coppe nazionali | Coppe nazionali | Coppe continentali | Coppe continentali | Coppe continentali | Altre coppe | Altre coppe | Altre coppe | Totale | Totale | Totale |
| Stagione        | Squadra         | Comp            | Pres       | Reti       | Comp            | Pres            | Reti            | Comp               | Pres               | Reti               | Comp        | Pres        | Reti        | Pres   | Reti   |        |
| --------------- | --------------- | --------------- | ---------- | ---------- | --------------- | --------------- | --------------- | ------------------ | ------------------ | ------------------ | ----------- | ----------- | ----------- | ------ | ------ | ------ |
| 2013-2014       | Millwall        | FLC             | 4          | 0          | FACup+CdL       | 1+0             | 0               | -                  | -                  | -                  | -           | -           | -           | 5      | 0      |        |
| ago. 2014       | Millwall        | FLC             | 2          | 0          | FACup+CdL       | 0+2             | 0               | -                  | -                  | -                  | -           | -           | -           | 4      | 0      |        |
| 2014-giu. 2015  | Wycombe         | FL2             | 27         | 8          | FACup+CdL       | 0+0             | 0               | -                  | -                  | -                  | FLT         | 0           | 0           | 27     | 8      |        |
| 2015-2016       | Millwall        | FL1             | 35         | 4          | FACup+CdL       | 2+1             | 0               | -                  | -                  | -                  | FLT         | 5           | 0           | 43     | 4      |        |
| 2016-2017       | Millwall        | FL1             | 43         | 3          | FACup+CdL       | 6+2             | 0+1             | -                  | -                  | -                  | FLT         | 3           | 2           | 54     | 6      |        |
| 2017-2018       | Millwall        | FLC             | 37         | 1          | FACup+CdL       | 3+2             | 1+0             | -                  | -                  | -                  | -           | -           | -           | 42     | 2      |        |
| ago. 2018       | Millwall        | FLC             | 0          | 0          | FACup+CdL       | 0+2             | 0               | -                  | -                  | -                  | -           | -           | -           | 2      | 0      |        |
| 2018-gen. 2019  | Wycombe         | FL1             | 21         | 4          | FACup+CdL       | 1+0             | 0               | -                  | -                  | -                  | FLT         | 2           | 0           | 24     | 4      |        |
| gen.-giu. 2019  | Millwall        | FLC             | 1          | 0          | FACup+CdL       | 0+0             | 0               | -                  | -                  | -                  | -           | -           | -           | 1      | 0      |        |
| Totale Millwall | Totale Millwall | Totale Millwall | 122        | 8          |                 | 21              | 2               |                    | -                  | -                  |             | 8           | 2           | 131    | 7      |        |
| 2019-2020       | Wycombe         | FL1             | 16         | 6          | FACup+CdL       | 0+1             | 0               | -                  | -                  | -                  | FLT         | 0           | 0           | 17     | 6      |        |
| 2020-2021       | Wycombe         | FLC             | 23         | 0          | FACup+CdL       | 0+1             | 0               | -                  | -                  | -                  | -           | -           | -           | 24     | 0      |        |
| Totale Wycombe  | Totale Wycombe  | Totale Wycombe  | 87         | 18         |                 | 3               | 0               |                    | -                  | -                  |             | 2           | 0           | 92     | 18     |        |
| Totale carriera | Totale carriera | Totale carriera | 209        | 26         |                 | 24              | 2               |                    | -                  | -                  |             | 10          | 2           | 243    | 30     |        |